# Letheobia leucosticta
Espèce
Synonymes
- Typhlops leucostictus Boulenger, 1898
- Letheobia leucostictus (Boulenger, 1898)

Letheobia leucosticta est une espèce de serpents de la famille des Typhlopidae. 

## Répartition
Cette espèce se rencontre en Sierra Leone et au Liberia.

## Description
L'holotype de Letheobia leucosticta mesure 225 mm dont 5 mm. Cette espèce a le dos brun foncé maculé de petites taches blanches et avec les écailles bordées de blanchâtre. Sa face ventrale est blanchâtre, les écailles présentant une base brune.

## Étymologie
Son nom d'espèce, du grec ancien λευκός, leukόs, « blanc », et στικτός, stiktos , « tacheté », lui a été donné en référence à sa livrée.

## Publication originale
- Boulenger, 1898 : Descriptions of two new blind snakes. Annals and magazine of natural history, sér. 7, vol. 1, p. 124 (texte intégral).